# Етна (округ Лікінг, Огайо)
Етна (англ. Etna) — переписна місцевість (CDP) в США, в окрузі Лікінґ штату Огайо. Населення — 1209 осіб (2020).

## Географія
Етна розташована за координатами 39°57′19″ пн. ш. 82°41′10″ зх. д. / 39.95528° пн. ш. 82.68611° зх. д. (39.955249, -82.686061).  За даними Бюро перепису населення США в 2010 році переписна місцевість мала площу 1,64 км², з яких 1,63 км² — суходіл та 0,01 км² — водойми.

## Демографія
Згідно з переписом 2010 року, у переписній місцевості мешкало 1215 осіб у 411 домогосподарстві у складі 335 родин. Густота населення становила 740 осіб/км².  Було 429 помешкань (261/км²).
Расовий склад населення:
| - 91,7 % — білих - 3,6 % — чорних або афроамериканців - 1,9 % — азіатів |

До двох чи більше рас належало 2,4 %. Частка іспаномовних становила 1,5 % від усіх жителів.
За віковим діапазоном населення розподілялося таким чином: 30,5 % — особи молодші 18 років, 64,6 % — особи у віці 18—64 років, 4,9 % — особи у віці 65 років та старші. Медіана віку мешканця становила 32,1 року. На 100 осіб жіночої статі у переписній місцевості припадало 109,5 чоловіків;  на 100 жінок у віці від 18 років та старших — 107,1 чоловіків також старших 18 років.
Середній дохід на одне домашнє господарство  становив 85 524 долари США (медіана — 64 010), а середній дохід на одну сім'ю — 92 030 доларів (медіана — 64 702). За межею бідності перебувало 12,5 % осіб, у тому числі 25,5 % дітей у віці до 18 років та 0,0 % осіб у віці 65 років та старших.
Цивільне працевлаштоване населення становило 634 особи. Основні галузі зайнятості: освіта, охорона здоров'я та соціальна допомога — 16,4 %, мистецтво, розваги та відпочинок — 13,1 %, транспорт — 12,6 %.